# میخلباخ (ماربورگ)
میخلباخ (به آلمانی: Michelbach) یک منطقهٔ مسکونی در آلمان است که در ماربورگ واقع شده‌است. میخلباخ ۲٬۰۶۷ نفر جمعیت دارد.